# Jablan grad
Jablan grad je slabo, gotovo nikako, istraženi srednjovjekovni lokalitet, utvrđenje, koje se nalazi na istoimenom brdu (najveći vrh 451 m) u selu Mezgraja u općini Ugljevik, Republika Srpska, BiH.
Zbog loše istraženosti, lokalitet je slabo poznat čak i stručnoj javnosti, te nije ni pod kakvom zaštitom od daljeg propadanja i uništenja.
Postoji legenda koja govori o tome kako je Jablan grad dobio ime: tri sestre su gradile tri grada i svaka je imenovala svoj grad po karakteristikama koje taj grad imao. Tako je Teočak bio čvrst kao tučak, Zvornik je imao visoki zvonik, a u Jablan gradu je bila kula visoka kao drvo jablan.